# Макдэниелс, Дэррил
Дэррил «D.M.C.» Мэтьюс Макдэниелс (англ. Darryl Matthews McDaniels; род. 31 мая 1964) — американский музыкант, рэпер и музыкальный продюсер, известен под творческим псевдонимом «D.M.C.» («Ди-Эм-Си»). Он является одним из пионеров хип-хоп культуры и одним из основателей хип-хоп группы Run-D.M.C.

## Молодость
Макдэниелс рос в Нью-Йорке. Он учился в католических школах, позже учился в университете Сент-Джонс в Нью-Йорке.

## Ранний интерес к хип-хопу
Макдэниелс заинтересовался хип-хоп музыкой после прослушивания записей команды Grandmaster Flash and the Furious Five. В 1978 году Макдэниелс самостоятельно учился диджеингу в подвале дома его приёмных родителей, используя проигрыватель грампластинок и микшерный пульт, который дал ему старший брат Олфорд. В тот период он принял сценический псевдоним «Grandmaster Get High».
Макдэниелс продал своё DJ-оборудование после того, как его друг Джозеф Симмонс, носящий псевдоним «Run» («Ран»), купил собственные «вертушку» и микшерный пульт. После того, как к группе присоединился Jam-Master Jay, у которого была репутация лучшего молодого диджея в Холлис, Run призывал Макдэниелса к рэпу, а не диджеингу. Постепенно Макдэниелс перешёл к рэпу и взял прозвище «Easy D». В 1981 году он сменил прозвище «Easy D» на «DMcD» — так он подписывал работы в школе. А затем он уже сократил прозвище до «D.M.C.», что расшифровывается как «Devastating Mic Controller» или Darryl Mac (Дэррил Мак).

## Первые записи
В 1984 году трио выпустило их одноимённый дебютный альбом, благодаря которому они стали очень успешными в хип-хоп индустрии. Успех группы продолжал расти и достиг своего пика с их третьим альбомом «Raising Hell». Альбом достиг третьего места в Billboard 200 и первого места в чарте Top R&B/Hip-Hop Albums, сделав Run-D.M.C. самой популярной хип-хоп группой того времени. В то время Макдэниелс начал строить себе репутацию алкоголика. Как было известно, он выпивал до восьми бутылок крепкого спиртного в день, дважды был арестован за появление пьяным в общественном месте и за вождение автомобиля в нетрезвом виде.

## Здоровье
В 1997 году Макдэниелс впал в глубокую депрессию, которую вызвали постоянные концерты и туры. Он не хотел находиться вдали от своей жены и новорождённого сына. Он начал употреблять отпускаемое по рецепту лекарство и алкоголь, чтобы ослабить депрессивное состояние.
На гастролях Макдэниелс заметил, что с его голосом что-то происходит. После диагностики установили, что у него спастическая дисфония — вокальное расстройство, которое вызывает ненамеренные судороги мускулов гортани. Он полагает, что это вызвано агрессивным выражением своей лирики, составленной с годами пьянства.

## Творческие разногласия
Тем временем Макдэниелс начал иметь творческие разногласия с другими членами группы Run-DMC, которая к тому времени хорошо прошла своё начало как коммерчески успешная хип-хоп группа. Давний поклонник творчества таких артистов, как Битлз, Боб Дилан и Гарри Чаплин, Макдэниелс хотел двинуть более медленный и более мягкий звук, который удовлетворял его теперь обеспокоенному голосу. Run хотел продолжить использовать агрессивный стиль с элементами хард-рока, которым была известна группа. Эти разногласия заставили Макдэниэлса очень долго перезаписывать свой вокал для альбома «Crown Royal», чтобы достичь хорошего результата. Вокал Макдэниэлса в этом альбоме появился всего в трёх треках.

## Автобиография
Чувствуя себя подавленным и убитым, Макдэниэлс услышал по радио песню Сары Маклахлан «Angel». Песня тронула Макдэниелса настолько глубоко, что он начал переоценивать свою жизнь и карьеру. Он поверил альбому Сары Маклахлан «Surfacing» и понял, что его жизнь можно спасти. С новым взглядом на жизнь Макдэниелс решил написать автобиографию. Когда он исследовал свои годы молодости, его мать Бэнна раскрыла один секрет: Дэррил был принят, когда ему было три месяца. По словам Бэнны, его биологическая мать была женщиной доминиканского происхождения по имени Bernada Lovelace. Он также узнал, что родился в Гарлеме (Манхэттен), но не Холлис, как он всегда полагал. Ещё в детские годы Макдэниэлс знал, что он не похож на остальных членов его семьи, и теперь, наконец, понял почему. Эти новости вдохновили его на поиски своей биологической матери. Он начал работать в Интернете над документальным фильмом, ведущим хронику его поисков. Его автобиография под названием King of Rock: Respect, Responsibility, and My Life with Run-DMC была выпущена в январе 2001 года.

## Документальный фильм
В феврале 2006 года вышел документальный фильм под названием DMC: My Adoption Journey. Программа заканчивается тем, как Макдэниэлс воссоединяется с его биологической матерью, которую, оказалось, назвали Berncenia. И несмотря на предыдущие верования, она не была, фактически, доминиканского происхождения. Он благодарит её за тот выбор, ведь если бы его не приняла другая семья, то группы Run-D.M.C. никогда бы не существовало. Также в 2006 году Макдэниэлс выпустил свой долгожданный сольный альбом Checks Thugs and Rock N Roll. Первый сингл «Just Like Me» («Также, как я») показывает интерполяцию Гарри Чаплина «Cat’s in the Cradle», выполненную музыкальным спасителем Макдэниэлса Сарой Маклахлан. Во время записи Маклахлан рассказала Макдэниэлсу, что она тоже приёмная.

## Благотворительность
В сентябре 2006 года Дэррилу Макдэниэлсу подарили Ангелов Конгресса в Adoption Award за его работу с детьми в приёмной семье. Он основал летний лагерь для 170 воспитанников.

## Текущие работы
В настоящее время Макдэниелс пишет обновлённую автобиографию (его более ранняя автобиография — King of Rock: Respect, Responsibility, and My Life with Run-DMC). Первый проект книги был написан прежде, чем Макдэниелс узнал, что он приёмный. Макдэниелс, как также говорили, работал над вторым сольным альбомом, для которого он дал название The Next Level. Три трека от нового альбома уже выпущены («Next Level», «Hip Hop» и «Beef Eater»), их можно послушать на his myspace page.
Макдэниелс был изображён в видео игре Guitar Hero: Aerosmith в песнях «King of Rock» и «Walk This Way». Также он неблокируемый гитарист в игре. В трейлере игры показано, как сын Макдэниелса играет в Guitar Hero в течение многих часов подряд каждый день. В июне 2007 года Макдэниелс присоединился к Aerosmith на фестивале Hard Rock Calling в Лондоне, чтобы исполнить песню «Walk This Way».
В 2009 году Макдэниелс появился в документальном художественном фильме «The People Speak», который использует театральные и музыкальные представления писем, дневников и речей каждодневных американцев, основанных на историке Говарда Зинна «Народная История Соединённых Штатов».
Его второй сольный альбом, больше ориентируемый на рок-музыку — The Origins Of Block Music, должен был выйти летом 2010 года, но был отсрочен.
Макдэниелс в настоящее время проживает в Нью-Джерси со своей семьей.

## Дискография

### Сольные альбомы
2006 — Checks Thugs and Rock n Roll

## Появление в видеоиграх
- The Warriors
- Guitar Hero: Aerosmith